# Cihaurbeuti
Cihaurbeuti is een bestuurslaag in het regentschap Ciamis van de provincie West-Java, Indonesië. Cihaurbeuti telt 5180 inwoners (volkstelling 2010).